# Stanisław Ryłko
Stanisław Marian Ryłko (Andrychów, 4 de julho de 1945) é um cardeal polonês da Igreja Católica. Ele ocupou cargos na Cúria Romana a partir de 1987 e foi presidente do Pontifício Conselho para os Leigos de 2003 a 2016. Foi elevado a cardeal em 2007. Desde 28 de dezembro de 2016, é Arcipreste emérito da Basílica de Santa Maria Maior.
Além de sua língua nativa, o polonês, ele fala italiano, inglês e alemão.

## Vida inicial e trabalho pastoral
Stanisław Ryłko nasceu em 4 de julho de 1945 em Andrychów, Polônia, filho de Władysław e Aurelia Ryłko. Ele tem dois irmãos: Władysław (falecido em 2007) e Jadwiga Krasoń. Graduou-se no Liceu de Maria Skłodowska-Curie em Andrychów em 1963. Ingressou no seminário em Cracóvia em 1963 e obteve sua licenciatura em teologia moral pela Pontifícia Faculdade de Teologia em Cracóvia em 1971. Foi ordenado sacerdote pelo Cardeal Karol Wojtyła (mais tarde Papa João Paulo II) em 30 de março de 1969, na Catedral de Wawel, e realizou trabalho pastoral em Poronin até 1971.
A partir de 1972, Ryłko estudou na Pontifícia Universidade Gregoriana, onde obteve seu doutorado em Ciências sociais em 1978. Foi vice-reitor do seminário de Cracóvia e lecionou Teologia prática na Academia Pontifícia de Teologia de Cracóvia de 1978 a 1987. A partir de 1979, foi secretário da comissão do apostolado leigo da Conferência Episcopal da Polônia. Em 1987, retornou a Roma e liderou a seção juvenil do Pontifício Conselho para os Leigos por cinco anos, organizando as Jornadas Mundiais da Juventude de 1989 e 1991. Em 1992, foi transferido para a seção polonesa da Secretaria de Estado do Vaticano.

## Bispo
Em 20 de dezembro de 1995, o Papa João Paulo II nomeou Ryłko secretário do Pontifício Conselho para os Leigos e Bispo titular de Novica. Recebeu sua consagração episcopal em 6 de janeiro de 1996, do Papa João Paulo II, com os arcebispos Giovanni Battista Re e Jorge María Mejía como co-consagradores. Como secretário, Ryłko foi o segundo oficial mais importante daquele conselho, subordinado a Eduardo Francisco Pironio e James Stafford.
Em 11 de janeiro de 1996, foi nomeado membro do Pontifício Conselho para a Pastoral dos Migrantes e Itinerantes e, em 22 de fevereiro, consultor da Congregação para a Doutrina da Fé.
Foi nomeado presidente do Pontifício Conselho para os Leigos em 4 de outubro de 2003 e promovido a arcebispo titular. Após a morte de João Paulo II em 2 de abril de 2005, o Papa Bento XVI confirmou Ryłko no cargo em 21 de abril de 2005.

## Cardeal
No consistório de 24 de novembro de 2007, o Papa Bento XVI o nomeou cardeal-diácono de Sagrado Coração do Cristo Rei. Em 19 de maio de 2018, optou pela ordem dos cardeais-presbíteros, e sua diaconia foi elevada, pro hac vice, a titulus.
Em 12 de junho de 2008, Bento XVI o nomeou membro de vários departamentos da Cúria Romana: a Congregação para as Causas dos Santos, a Congregação para os Bispos e a Pontifícia Comissão para a América Latina. Em novembro de 2008, em um discurso à assembleia plenária do Pontifício Conselho para os Leigos, Ryłko afirmou que havia chegado o momento de os cristãos se libertarem de seu falso complexo de inferioridade em relação ao mundo secular e serem discípulos corajosos de Cristo.
Em 5 de janeiro de 2011, foi nomeado um dos primeiros membros do novo Pontifício Conselho para a Promoção da Nova Evangelização. Em 10 de março de 2015, o Papa Francisco o nomeou membro do Comitê Pontifício para os Congressos Eucarísticos Internacionais.
Foi um dos cardeais eleitores que participaram do conclave papal de 2013, que elegeu o Papa Francisco.
Seu mandato como presidente do Pontifício Conselho para os Leigos terminou em 1 de setembro de 2016, quando suas funções foram assumidas pelo novo Dicastério para os Leigos, a Família e a Vida.
Em 28 de dezembro de 2016, o Papa Francisco nomeou Ryłko Arcipreste da Basílica de Santa Maria Maior. Em 11 de agosto de 2018, foi nomeado membro da Pontifícia Comissão para o Estado da Cidade do Vaticano.
Em 4 de julho de 2025 o Papa Leão XIV aceitou a sua renuncia da Basílica de Santa Maria Maior

## No Brasil

### Visita ao Rio de Janeiro (2012)
De 27 de fevereiro a 2 de março de 2012, o Cardeal Stanisław Ryłko, presidente do Pontifício Conselho para os Leigos, visitou o Rio de Janeiro para acompanhar os preparativos da Jornada Mundial da Juventude (JMJ) de 2013. Acompanhado por membros da comissão do Vaticano, participou de reuniões com o Comitê Organizador Local (COL) e a CNBB, além de encontros com o governador Sérgio Cabral e o prefeito Eduardo Paes. Visitou locais previstos para as cerimônias da JMJ e, em 1º de março, presidiu uma missa no Santuário do Cristo Redentor, no Corcovado, pelos 447 anos da cidade.

### Visita à Comunidade Shalom no Ceará (2013)
De 1º a 4 de fevereiro de 2013, Ryłko visitou a Comunidade Católica Shalom em Aquiraz, Ceará. Em 2 de fevereiro, concedeu entrevista coletiva, participou do espetáculo “Encontro” e de uma missa na Diaconia Shalom, onde foi abençoada a pedra fundamental da Igreja da Diaconia, com cerca de seis mil participantes. Ryłko acompanhou o reconhecimento da Shalom como Associação Internacional Privada de Fieis em 2007.

## Conclave
- Conclave de 2013 – participou da eleição de Jorge Mario Bergoglio como Papa Francisco.
- Conclave de 2025 - participou da eleição de Robert Francis Prevost como Papa Leão XIV.